# Университет „Петре Андрей“ в Яш
Университетът „Петре Андрей“ в Яш (на румънски: Universitatea „Petre Andrei“ din Iaşi) е частен университет, намиращ се в Яш, Румъния.
Основан е през 1990 г. Наречен е в чест на румънския философ Петре Андрей.
През септември 2013 г. университетът „Петре Андрей“ се слива с университета „Джордже Зане“.